# 中国民主促进会云南省委员会
中国民主促进会云南省委员会，简称民进云南省委、云南民进，是中国民主促进会在云南省的地方组织。